# Трансцендентальная теология
Трансцендентальная теология — термин, введённый Иммануилом Кантом для описания методов определения богословских концептов. Кант разделил трансцендентальную теологию на «онтотеологию» и «космотеологию», представления о которых он ввёл, чтобы «разделить два конкурирующих вида 'трансцендентальной теологии'».
Проблема трансцендентальной теологии, которую разработал Кант, состоит в том, что человеческий разум не в состоянии доказать существование Бога. Кант решает эту проблему через моральный символизм, описывая Бога как моральное триединство: святой законодатель, святой правитель и справедливый судья.